# Nebimen (Bildhauer)

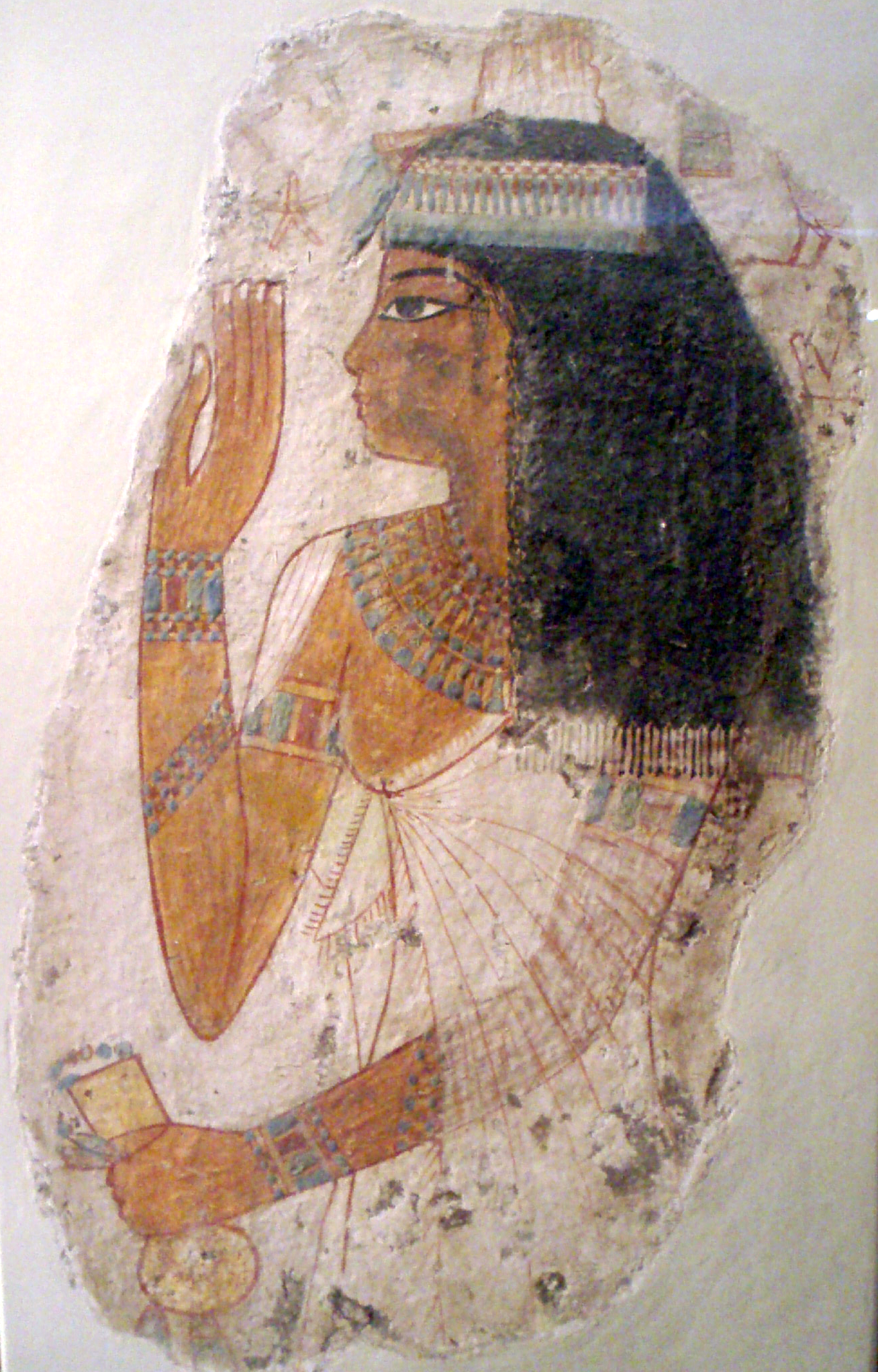
Bildnis der Frau Tjepu aus dem Grab, heute im Brooklyn Museum.

Nebimen, auch Nebamun war ein altägyptischer Bildhauer der 18. Dynastie, der in Theben tätig war und durch sein Grab (TT181) in el-Chocha, Theben, bekannt ist.
Nebimen war Sohn des Bildhauers Neferhat. Wie dieser trug er den Titel des „Obersten der Bildhauer“. Er war während der Regentschaften der Pharaonen von Thutmosis IV. bis Amenophis III. tätig (1397 bis 1351/50 v. Chr.) und an der Ausstattung beider Gräber beteiligt. Bekannt ist er heute vor allem durch sein Grab (TT181) in Theben, durch dessen Inschriften auch Informationen überliefert wurden. Das Grab teilte er sich mit einem anderen Bildhauer namens Ipuki, mit dem er wohl auch zusammenarbeitete. Wahrscheinlich heiratete Nebimen dessen Witwe und konnte somit auch gleich dessen Grab mitnutzen. Hinter ihm wird somit auch nicht seine Frau gezeigt, die mit Ipuki dargestellt ist, sondern ungewöhnlicherweise seine Mutter Tjepu. Ob er auch an einem eigenen Grab gearbeitet hatte, ist unklar. Das gemeinsame Grab ist das letzte Grab von Künstlern auf dem Beamtenfriedhof von Theben, alle nachfolgenden Künstler Thebens wurden danach in Deir el-Medina begraben, wo die Handwerker, die an den Gräbern arbeiteten, auch lebten. Wenn der Umrisszeichner Hi nicht Ipukis Bruder, sondern Neferhats Sohn war, ist er Nebimens Bruder.